# Magyarország az 1998-as junior atlétikai világbajnokságon
Magyarország a franciaországi Annecyben megrendezett 1998-as junior atlétikai világbajnokság egyik részt vevő nemzete volt, 17 sportolóval képviseltette magát.

## Érmesek
| Érem      | Versenyző     | Versenyszám   | Dátum      |
| --------- | ------------- | ------------- | ---------- |
| Aranyérem | Kővágó Zoltán | Diszkoszvetés | július 30. |
| Bronzérem | Máté Gábor    | Diszkoszvetés | július 30. |

## Eredmények

### Férfi
| Versenyző       | Versenyszám    | Előfutam | Előfutam | Negyeddöntő | Negyeddöntő | Elődöntő | Elődöntő | Döntő   | Döntő    |
| Versenyző       | Versenyszám    | Idő      | Hely.    | Idő         | Hely.       | Idő      | Hely.    | Idő     | Helyezés |
| --------------- | -------------- | -------- | -------- | ----------- | ----------- | -------- | -------- | ------- | -------- |
| Farkas Attila   | 100 m          | 10,76    | 4.       | 10,56       | 3.          | 10,62    | 6.       | kiesett | kiesett  |
| Farkas Attila   | 200 m          | 21,59    | 3.       | 21,57       | 6.          | kiesett  | kiesett  | kiesett | kiesett  |
| Palágyi Gergely | 110 m gát      | 14,48    | 2.       |             |             | 14,36    | 3.       | 14,39   | 5.       |
| Kovács György   | 110 m gát      | 14,36    | 1.       |             |             | 14,55    | 6.       | kiesett | kiesett  |
| Németh Máté     | 3000 m akadály | 10:01,73 | 13.      |             |             |          |          | kiesett | kiesett  |
| Csorba Norbert  | 3000 m akadály | 9:33,17  | 10.      |             |             |          |          | kiesett | kiesett  |

| Versenyző     | Versenyszám   | Selejtező | Selejtező | Döntő    | Döntő     |
| Versenyző     | Versenyszám   | Eredmény  | Hely.     | Eredmény | Helyezés  |
| ------------- | ------------- | --------- | --------- | -------- | --------- |
| Kővágó Zoltán | Diszkoszvetés | 55,48 m   | 2.        | 59,36 m  | Aranyérem |
| Máté Gábor    | Diszkoszvetés | 56,80 m   | 3.        | 56,96 m  | Bronzérem |
| Botfa Péter   | Kalapácsvetés | 65,34 m   | 4.        | 65,08 m  | 7.        |

### Női
| Versenyző       | Versenyszám      | Előfutam | Előfutam | Negyeddöntő | Negyeddöntő | Elődöntő | Elődöntő | Döntő    | Döntő    |
| Versenyző       | Versenyszám      | Idő      | Hely.    | Idő         | Hely.       | Idő      | Hely.    | Idő      | Helyezés |
| --------------- | ---------------- | -------- | -------- | ----------- | ----------- | -------- | -------- | -------- | -------- |
| Árva Partonella | 100 m            | 11,80    | 3.       | 11,99       | 5.          | 11,79    | 7.       | kiesett  | kiesett  |
| Szabó Enikő     | 100 m            | 12,08    | 4.       | 11,89       | 4.          | 11,88    | 6.       | kiesett  | kiesett  |
| Árva Partonella | 200 m            | 23,80    | 3.       | 23,81       | 2.          | 23,81    | 5.       | kiesett  | kiesett  |
| Szabó Enikő     | 200 m            | 24,10    | 3.       | 23,70       | 3.          | 23,93    | 6.       | kiesett  | kiesett  |
| Füsti Edina     | 5000 m gyaloglás |          |          |             |             |          |          | 23:32,04 | 17.      |

| Versenyző      | Versenyszám   | Selejtező | Selejtező | Döntő    | Döntő    |
| Versenyző      | Versenyszám   | Eredmény  | Hely.     | Eredmény | Helyezés |
| -------------- | ------------- | --------- | --------- | -------- | -------- |
| Juhász Fanni   | Rúdugrás      | 3,80 m    | 8.        | kiesett  | kiesett  |
| Donáth Katalin | Rúdugrás      | 3,50 m    | 14.       | kiesett  | kiesett  |
| Tudja Júlia    | Kalapácsvetés | 57,41 m   | 4.        | 57,73 m  | 6.       |
| Németh Barbara | Kalapácsvetés | 51,33 m   | 12.       | kiesett  | kiesett  |
| Szabó Nikolett | Gerelyhajítás | 56,62 m   | 1.        | 58,94 m  | 4.       |
| Gránicz Andrea | Gerelyhajítás | 51,75 m   | 5.        | 49,93 m  | 11.      |